# Γ-グルタミルトランスフェラーゼ
γ-グルタミルトランスフェラーゼ（ガンマグルタミルトランスフェラーゼ、γ-glutamyltransferase; γ-GT, GGT; EC 2.3.2.2）は、グルタチオンなどのγ-グルタミルペプチドを加水分解し、他のペプチドやアミノ酸にγ-グルタミル基を転移させる酵素である。γ-グルタミルトランスペプチダーゼ(γ-glutamyl transpeptidase; γ-GTP, GGTP)とも呼ばれる。
健康診断ではガンマジーテイー、ガンマジーテイーピーとして報告される。

## 発現部位
γ-GTPは生体内で、そのほとんどが膜結合型酵素として存在し、膜を介したアミノ酸の移動に関与している。ヒトでは腎臓で最も活性が高く、さらに膵臓、肝臓、脾臓、小腸、精巣、前立腺など広く全身に分布する。
肝臓では、肝細胞のミクロソーム分画で産生され、細胆管、毛細胆管などの細胞膜に移動して機能している。

## 臨床検査値としての意義
γ-GTPは血液試料から逸脱酵素の1つとして検出され得る。つまり、γ-GTPは本来ならば細胞内に存在しているのだが、何らかの理由で細胞が破壊されたりしたことによって、血中へと遊離したことによって、この値は上昇する。また、ヒトなどでは特に疾患が無くともγ-GTPは血中から検出されるものの、疾患があると、その値は異常に上昇する場合がある。特に、胆道系疾患の胆嚢炎や胆道炎、さらに胆道閉塞などによって上昇する。また、肝臓疾患の肝ガンやアルコール性肝障害などによっても値が上昇する。このため、肝・胆道系疾患のスクリーニングのための検査項目の1つとして利用され得る。なお、γ-GTPはエタノールのほか、フェニトイン、フェノバルビタール、ジアゼパムなどの薬物によって発現量が増加する、つまり、酵素誘導がなされることが知られている。特に、過度の飲酒によってγ-GTPが誘導され、これがアルコール性肝障害で肝細胞が破壊され、結果として血中に通常よりも多くのγ-GTPが逸脱してくることは、よく知られている。したがって、過度の飲酒による肝障害かどうかの鑑別、適切な飲酒量が守られているかどうかの鑑別に、血中のγ-GTPの値が利用されることもある。
単位は IU/l（国際単位/l）で示される。基準値は検査機関にもよるが、男性は10 - 50単位が、女性は9 - 32単位が基準値とされることが多い。100以上になると精密検査が必要と判定され、医療機関への受診が強く推奨される。